# 위쯔밍
위쯔밍(余子明(여자명), 1943년 12월 10일~2022년 11월 10일)은 중화인민공화국 홍콩 특별행정구의 남성 배우이며, 1958년에 연극배우로 첫 데뷔를 했다(한때 데뷔 초기에는 링핑(凌平, 능평), 쉬쯔밍(徐子明, 서자명)이라는 예명 등을 사용하였다.).

## 생애
일본 강제 점령기 홍콩에서 출생하였고, 지난날 한때 일본 교토를 거쳐, 국민정부 대륙 본토 시대 중화민국 광둥 성 청하이와 산터우와 차오저우에서 잠시 유아기를 보낸 적이 있는 그는, 1958년에 연극배우 첫 데뷔하였으며 1961년에 뮤지컬 배우 데뷔하였고 1967년에는 홍콩의 텔레비전 드라마에 첫 출연하였으며 1973년 홍콩 영화 《아복정전(阿福正傳)》의 단역을 통해 영화배우 데뷔하였다.